# Polyblastus cothurnatus
Polyblastus cothurnatus là một loài tò vò trong họ Ichneumonidae.